# Ondines syndrom
Ondines syndrom används vanligen för att hänvisa till "congenital central hypoventilation syndroms" (CCHS) eller primary alveolar hypoventilation. CCHS är en respiratorisk sjukdom som är dödlig om den inte behandlas. Personer drabbade av Ondines syndrom lider av andningssvårigheter under sömnen och behöver därför sova med ventilatorer som hjälper dem att andas när de sover.
CCHS är en mycket ovanlig och allvarlig form av central nervsystemsförsämring som involverar en försämring av den automatiska kontrollen över andningen. Detta medför att man måste konstant komma ihåg att andas. År 2006 var det cirka 200 rapporterade fall världen över och år 2008 cirka 1000. Diagnosen kan fördröjas på grund av variationerna av svårighetsgraden på manifestationer eller bristande kunskap inom det medicinska området, framför allt inom de mildare fallen. Hur som helst, det har förekommit fall där asymptomatiska familjemedlemmar också haft CCHS vilket kan betyda att dessa siffror endast speglar dem som kräver mekanisk ventilation. I alla fallen inträffar apné under sömnen men i vissa fall, och då även i värda fall, förekommer apné under vaket tillstånd.
Även sällsynta fall av långsiktig obehandlad CCHS har rapporterats och kallas "Late Onset CCHS" (LO-CCHS). Fall som inte blir diagnosticerade förrän i medelåldern eller senare livet, trots att symptomen vanligtvis är väldigt tydliga i efterhand. Det har dock även förekommit fall av LO-CCHS där familjemedlemmar konstaterats vara asymptomatiska. Återigen kan bristande kompetens inom det medicinska området orsaka en sådan fördröjning.
CCHS tros inte påverka något kön mer än det andra.
CCHS är en medfödd sjukdom. Dock kan "Acquired Central Hypoventilation Syndroms" (ACHS) eller "alveolar hypoventilation secondary to neurologic disease" utvecklas som ett resultat av allvarlig skada eller trauma i hjärnan eller hjärnstammen. Om orsaken till en förvärvad Central hypoventilationssyndrom är oklar eller okänd kallas det idiopatisk förvärvat centralt hypoventilationssyndrom.